# Селиванов, Алексей Васильевич
Алексей Васильевич Селиванов (1851—1915) — русский чиновник, действительный статский советник, проявивший себя как энтомолог, статистик, историк и археолог. Коллекционер.

## Биография
Родился 23 июня (5 июля) 1851 года в сельце Любава, Зарайского уезда Рязанской губернии. Его отец, Василий Васильевич Селиванов (1813—1875).
Сначала учился в 4-й московской гимназии, потом был переведён в 1-ю рязанскую гимназию, из VI класса которой поступил в Московский университет сторонним слушателем. Одновременно, он поступил на службу в канцелярию Зарайского уездного предводителя дворянства. В университете он занимался в 1871—1874 годах под руководством профессоров А. П. Богданова и Я. А. Борзенкова и увлёкся зоологией беспозвоночных и сравнительной анатомией. С 1874 года он предпринимал путешествия в Крым и на Кавказ для изучения русских многоножек, изучение которых вызывало у него особый интерес. Результатом его десятилетних трудов было основательное изучение и описание всех Chilopoda, находящихся в пределах Европейской части России, Кавказа и Сибири. Позже он отошёл от занятий энтомологией, а свою богатую коллекцию подарил зоологическому музею Московского университета.
В 1874 году он перешёл в акцизное ведомство, где проработал в разных должностях 9 лет. Его непримиримость к злоупотреблениям во время его службы в Скопине, в 1876 году привела к началу разоблачений махинаций местного банкира И. Г. Рыкова; официальный ход этому делу был дан спустя несколько лет.
В 1883 году его назначили секретарём губернского статистического комитета с оставлением по акцизному ведомству. Через два года он стал младшим чиновником особых поручений при рязанском губернаторе, а в 1890 году — старшим. В числе его обязанностей было и редактирование неофициального отдела Рязанских губернских ведомостей. В 1885—1889 гг. под его редакцией вышел многотомный «Сборник статистических сведений по Рязанской губернии». Алексей Васильевич Селиванов был в числе пятнадцати человек, которые стали первыми членами, открытой в июне 1884 года РУАК. В течение 9 лет он был правителем дел комиссии, составлял отчёты; также некоторое время он занимал пост казначея комиссии; под его редакцией вышли первые 7 томов «Трудов РУАК».
Видную роль Селиванов сыграл в создании музея РУАК, особенно археологического и нумизматического отделов — в последний им была передана собственная коллекция монет. В 1887 году в библиотеке РУАК он организовал отдел «Рязаниана», куда пожертвовал 762 книги по истории края. Он также положил начало отделу именных библиотек, предоставив в 1890 году в пользование, а в 1893 году подарив личное собрание из 1257 книг. Он был организатором археологических раскопок на Рязанщине в первые годы деятельности комиссии — Старая Рязань, Касимов, Клишинские и Рубцовские курганы, Борковской могильник, Льговское городище.
В 1892 году А. В. Селиванов получил должность правителя канцелярии губернатора. Спустя год он перешёл в ведомство Министерства земледелия и государственных имуществ, получил пост управляющего государственным имуществом в Западной Сибири и переехал из Рязани в Омск. В 1894 году при его непосредственном участии была открыта археологическая комиссия Западно-Сибирского отделения Русского географического общества, первым председателем которой он стал.
В 1897 году он был переведён во Владимир и стал управлять государственным имуществом во Владимирской и Рязанской губерниях. По должности занимал также пост губернского гласного. Здесь Селиванов способствовал открытию Владимирской учёной архивной комиссии. Избранный на первом заседании 26 ноября 1898 года товарищем председателя комиссии, он в марте следующего года был вынужден сложить с себя эту должность из-за разногласий с председателем князем Н. П. Урусовым. Но и после этого конфликта продолжал сотрудничать с комиссией: организовывал археологические раскопки, участвовал в описании архивных дел губернского правления и в создании музея комиссии.
В 1903 году произведён в чин действительного статского советника; был награждён орденами: Св. Станислава 2-й ст. (1892), Св. Анны 2-й ст. (1895), Св. Владимира 3-й ст. (1906).
Во время первой русской революции, он, скрываясь под псевдонимом «Кичибей», резко критиковал в печати правые партии. Не являясь членом политических партий, тем не менее, он получил репутацию неблагонадежного в глазах местного губернатора, который несколько раз требовал сменить Селиванова. Министерство всякий раз защищало его и только в 1907 году было вынуждено предложить Селиванову выйти в отставку, формальным предлогом для которой стало его ухудшившееся здоровье. Выйдя в отставку, он вернулся в Рязанскую губернию; был избран гласным Скопинского уездного земства, которое в свою очередь выбрало его в члены губернского собрания.
В 1906 году, на III областном историко-археологическом съезде он организовал выставки фарфора и экслибрисов из своей коллекции. С 1907 года вплоть до своей кончины он занимал пост хранителя музея РУАК. В это время основное внимание он стал уделять работам по истории своего рода. Также в журналах «Старые годы», «Антиквар» и «Русский библиофил» он помещал заметки о редких экслибрисах и книгах, работах полузабытых художников XVIII в. (С. Тончи, М. Шибанов). Принимал активное участие в художественной жизни Рязани, участвуя в организации выставки к 100-летию Отечественной войны и к 300-летию царствования дома Романовых, создании художественно-исторического музея имени И. П. Пожалостина и литературно-художественного кружка.

### Сочинения по энтомологии
- «Материалы к изучению русских тысяченожек, Chilopoda» («Труды Русск. Энтомол. Общ.», т. XI, 1878),
- «Кавказские тысяченожки (Miriapoda)» (т. XII, ib., 1881),
- «Туркестанские стоножки» («Изв. Общ. Люб. Естеств.», 1881),
- «Материалы к изучению русских тысяченогих (Myripoda)» («Horae Societ. Ent. Ross.», 1884).

### Другие сочинения
- Ижевская земельная община. — СПб. : тип. Сев. тел. агентства, ценз. 1890. — 19 с.
- Свод данных об экономическом положении крестьян Рязанской губернии / Сост. А. Селиванов. — Рязань: Ряз. губ. земство, 1892. — [5], XVIII, 304, 72 с., 25 л. карт., 7 л. диагр. — (Сборник статистических сведений по Рязанской губернии; Т. 11).
- Род дворян Титовых / Сост. правитель дел Рязан. учен. арх. комис. А. В. Селиванов. — Рязань: Ряз. учен. арх. комис., 1893. — [2], 14 с.
- О раскопках Борковского могильника. — [Москва]: тип. Э. Лисснера и Ю. Романа, [1895]. — 11 с.
- Что есть истина : Филос. очерк. — Омск: тип. Акмолин. обл. правл., 1896.  [4], 52 с.
- Род дворян Селивановых / Сост. А. В. Селиванов. — Рязань: тип. Губ. правл., 1896. — [2], 37 с.
- Родословная Селивановых / Сост. А. В. Селиванов. — Владимир: типо-лит. Губ. правл., 1901. — XVI с.
- Род дворян Поливановых. XIV—XX вв. (1376—1902) : Сост. по материалам, собранным М. К. Поливановым, А. В. Селиванов. — Владимир на Клязьме: типо-лит. Губ. правл., 1902. — [2], II, 67 с., 2 л. ил.
- Нечистая сила (Дело свящ. И. Соловьева). — М., 1903. — 70 с.
- Фарфор и фаянс Российской империи: Описание фабрик и заводов с изображениями фабричных клейм / Сост. А. В. Селиванов. — Владимир: Владим. губ. учен. арх. комис., 1903. — VIII, 175 с., 25 л. ил.
- Художник Сальватор Тончи (Материалы для его биогр.): С прил. портр. Тончи и снимков с 2 его картин / А. В. Селиванов. — Владимир губернский: типо-лит. Губ. правл., 1904. — 25 с., 3 л. ил.
- Основы богопонимания / А. Селиванов. — Владимир: скоропеч. И. Коиль, 1906. — [2], 39 с.
- О древнейшем населении Приокского района, предшествовавшем славянской колонизации / А. В. Селиванов. — Владимир: тип. Губ. правл., 1908. — [2], 15 с., 14 л. ил.
- Из области русской художественной керамики / А. Селиванов. — СПб.: тип. «Сириус», [1909]. — 16 с., 1 л. фронт. (ил.), 4 л. ил.
- Фабричные марки на фарфоро-фаянсовых изделиях в России, быв. Царстве Польском и Финляндии / Сост. А. В. Селиванов. — Рязань: Губ. тип., 1911. — [4], 13 с., 38 л. ил.
- Основы богопонимания в духе учения Христа с позитивной точки зрения / А. Селиванов. — Рязань: Губ. тип., 1911. — 37 с.
- Материалы для истории рода рязанских Селивановых, ведущих свое начало от Кичибея / Собр. А. В. Селиванов. Ч. 1-3. — Рязань: Губ. тип., 1912—1915.
- Хранилище вещей рода Селивановых / Собр. А. В. Селивановым. — Рязань: тип. Б.В. Тарасова, 1913. — IV, 88, VIII с., 12 л. ил., портр., факс.
- Родословная книга / Сост. В. П. Селивановым в 1818 г.; [Доп. и предисл.: А. Селиванов]. — Рязань: тип. Б.В. Тарасова, 1914. — 56 с.,
- Федор Владимирович Вешняков (Из воспоминаний А. В. Селиванова). — Владимир губ.: тип. Губ. правл., 1915. — [2], 60 с., 2 л. ил.

## Семья
С 6 ноября 1877 года был женат на Серафиме Никифоровне Овчинниковой (?—04.11.1888, Рязань). Второй раз женился 4 июля 1897 года на Олимпиаде Ивановне Федюкиной. В первом браке родились: Дмитрий (16.02.1879—?), Василий (1880—1880), Ольга (1883—1892). Во втором браке у него было двое детей: Вера (1898—1898) и Владимир (14.05.1900—?).